# Miguel Cardona
Miguel Angel Cardona (Meriden, 11 de julho de 1975) é um educador norte-americano, que atualmente serve como Secretário da Educação dos Estados Unidos no governo Biden. Ele também serviu como Comissário da Educação de Connecticut de agosto de 2019 a março de 2021.
Cardona começou a sua carreira como professor da quarta classe na Escola Israel Putnam. Em 2003, aos 27 anos, foi nomeado diretor da Hanover School, também em Meriden, tornando-se assim o mais jovem diretor do estado.
Em dezembro de 2020, o presidente eleito Joe Biden anunciou que nomearia o Dr. Cardona como Secretário de Educação. Ele foi confirmado pelo senado em 1 de março de 2021.

## Infância e Educação
Cardona nasceu a 11 de julho de 1975, em Meriden, Connecticut, filho de pais porto-riquenhos. Cardona cresceu falando espanhol como sua primeira língua e lutou para aprender inglês quando começou no jardim de infância. Ele foi criado num projeto habitacional em Meriden e formou-se na HC Wilcox Technical High School, onde fez parte do programa de estudos automotivos. Cardona recebeu um diploma de bacharel em educação pela Central Connecticut State University em 1997. Ele obteve um mestrado em educação bilíngue e bicultural na University de Connecticut (UConn) em 2001. Em 2004, ele completou uma certificação profissional do sexto ano na UConn, onde obteve o título de Doutor em Educação em 2011.

## Carreira
Cardona começou a sua carreira como professor da quarta classe na Escola Primária Israel Putnam em Meriden, Connecticut. Em 2003, na Hanover Elementary School, ele foi promovido, sendo o mais jovem diretor da história do estado por dez anos. De 2015 a 2019, Cardona atuou como Superintendente Assistente de Ensino e Aprendizagem na sua cidade natal. Cardona também foi professor adjunto de educação no Departamento de Liderança Educacional da Universidade de Connecticut. Durante a sua carreira, ele concentrou-se em fechar as lacunas entre os alunos de inglês e os seus colegas.
Em agosto de 2019, o governador Ned Lamont nomeou Cardona como comissário de educação; Cardona é o primeiro latino a ser nomeado para o cargo.

### Nomeação para Secretário da Educação, na administração Biden
Em dezembro de 2020, Cardona surgiu como candidato para Secretário de Educação dos Estados Unidos no gabinete do presidente eleito Joe Biden. Biden começou a inclinar-se para Cardona em relação a dois outros líderes sindicais de professores de "alto nível", Lily Eskelsen García e Randi Weingarten. Ao escolher Cardona em vez dos dois, Biden "parece ter evitado qualquer rivalidade entre o NEA e a AFT". Biden nomeou formalmente Cardona como Secretário da Educação a 23 de dezembro de 2020.
Cardona chamou a atenção de Biden por meio de Linda Darling-Hammond, a líder dos esforços de transição, o que ela também fez por Barack Obama em 2008.